# Эпернон (сеньория)
Эпернон (фр. Epernon) — сеньория в северной Франции, существовавшая с начала XI века. Столицей был город Эпернон.

## История
Сеньория возникла в начале XI века. Её первоначальная история связана с родом Монфор-л’Амори. Король Франции Роберт II Благочестивый поручил Гильому де Эно, двоюродному брату графа Ренье IV де Эно, построить в лесу Ивелин два замка. Один замок получил название Спарнон (современный Эпернон), второй — замок, получивший название Мон-Фор (Монфор, лат. Monte-Forti, позже — Монфор-л’Амори). Адольф Дион предположил, что эти замки предназначались для защиты королевского замка Сен-Лижье-ан-Ивелин, в котором предпочитал жить Роберт II, располагавшегося на равноудалённом расстоянии от Монфора и Эпернона.
Первоначально оба замка были деревянными, но сын Гильома, Амори I де Монфор, начал на их месте строительство каменных замков. Строительство было завершено уже после его смерти. Кроме того, Амори вместе сыновьями построил в Эперноне монастырь Сен-Тома-д’Эпернон.
После смерти Амори его владения были разделены между сыновьями. Симон I получил Монфор, а Менье (ум. до 1091) — Эпернон. В 1133 году упоминается его сын, Амори, сеньор д’Эпернон. После угасания этой ветви рода Эпернон вернулся к представителям старшей ветви рода, потомкам Симона I, однако неизвестно, когда именно это произошло. 
В составе владений Монфоров Эпернон оставался до первой половины XIII века. Дочь Амори де Монфора, Лаура, в 1261 году названа дамой д’Эпернон. После её смерти Эпернон перешёл к сыну от брака с кастильским инфантом Фернандо де Понтье, Жану I де Понтье. При разделе владений сына последнего, Жана II де Понтье, оставившего только двух дочерей, Эпернон достался младшей, Жанне де Понтье, которая была замужем за Жаном VI де Вандомом, графом Вандома. Через её дочь Екатерину посредством брака Эпернон перешёл к вандомской линии династии Бурбонов.
Эпернон пребывал в составе владений Бурбонов до 1581 года, когда король Генрих III купил Эпернон у короля Наварры Генриха де Бурбона, передав его своему миньону Жану Луи де Ногаре де Ла Валетту, причём Эпернон был возведён в статус герцогства.

## Список сеньоров д’Эпернон
Дом Монфор-л’Амори
- Гильом де Эно (де Монфор) (ум. в начале XI века), сеньор де Монфор-л’Амори и д’Эпернон;
- Амори I де Монфор (ум. после апреля 1052), сеньор де Монфор-л’Амори и д’Эпернон, сын предыдущего;
- Менье де Монфор (ум. до 1091), сеньор д’Эпернон, сын предыдущего;
- Амори (II) де Монфор, сеньор д’Эпернон, сын предыдущего;

…
- Симон IV (V) (ок.1165—1218), сеньор де Монфор-л’Амори, д’Эпернон и де Удан с 1188, 5-й граф Лестер с 1204, граф Тулузы с 1215, виконт Безье и Каркассона с 1213, главный организатор и руководитель Альбигойского крестового похода, потомок Симона I де Монфора
- Амори VI де Монфор (1192—1241), сеньор де Монфор с 1218, граф де Монфор-л’Амори и д’Эпернон с 1226, герцог Нарбоны 1223—1224, граф Тулузы, виконт Безье и Каркассона 1218—1224, коннетабль Франции 1231—1235, сын предыдущего;
- Лаура де Монфор (ум. после 1270), дама д’Эпернон и де Жамбэ, дочь предыдущего; 
1-й муж: после 1256 Фернандо Кастильский (1238 — до 1264), граф д’Омаль, барон де Монтгомери, сеньор Нуайель-сюр-Мер;
2-й муж: до 1267 Анри VII (VI) де Грандпре (ум. до 1287), сеньор де Ливри

Королевский дом Кастилии и Леона, ветвь Понтье
- Жан I де Понтье (ум. 11 июля 1302), граф д’Омаль, барон Монтгомери, сеньор д’Эпернон и Нуайель-сюр-Мер, сын Лауры де Монфор и Фернандо де Понтье;
- Жан II де Понтье (ум. 1340/1342), граф д’Омаль, барон Монтгомери, сеньор д’Эпернон, Нуайель-сюр-Мер и Фонтен-Жерар, сын предыдущего;
- Жанна де Понтье (ум. 30 мая 1376), дама д’Эпернон, регент Вандома и Кастра в 1371—1372, дочь предыдущего;
муж: Жан VI де Вандом (ум. 1/22 февраля 1364), граф Вандома с 1271, сеньор де Кастр-ан-Альбижуа, де Ла-Ферте-Аль и де Бретанкур (Жан III) с 1353, граф Кастра (Жан I) с 1356, сеньор де Лезиньян-ан-Нарбоннуа

Монтуарский дом
- Екатерина де Вандом (ум. 1 апреля 1412), графиня Вандома и Кастра с 1372, дочь Жанны де Понтье и Жана VI де Вандома; 
муж: с 28 сентября 1364 Жан I де Бурбон (1344 — 11 июня 1393), граф де Ла Марш с 1362, граф Вандома (Жан VII) и Кастра (Жан II) с 1372;

В 1412—1581 годах Эпернон был в составе владений графов (с 1514 года — герцогов) Вандома за исключением периода 1426—1440 годов, когда англичане передали Эпернон Клоду де Бовуару, сеньору де Шастеллю.